# Gyrinina
Gyrinina is een subtribus van kevers uit de familie schrijvertjes (Gyrinidae). Het werd beschreven in 1810 door Pierre André Latreille. Het subtribus kent zeven geslachten.

## Geslachten
Het subtribus omvat de volgende geslachten:
- Anagyrinus Handlirsch, 1906
- Aulonogyrus Motschulsky, 1853
- Gyrinoides Motschulsky, 1856
- Gyrinopsis Handlirsch, 1906
- Gyrinulopsis Handlirsch, 1906
- Gyrinus Müller, 1764
- Metagyrinus Brinck, 1955